# راسلمينيا 28
ريسيلماينيا 28 أو WrestleMania XXVIII هي كان راسلمينيا السنوية الثامنة والعشرين أنتجت مصارعة قنوات (PPV) الحدث قبل ووي). أنها وقعت يوم 1 أبريل 2012 في «استاد الحياة الشمس» في حدائق ميامي، فلوريدا. هو الحدث ببف جني أعلى في تاريخ مصارعة المحترفين.
وكانت هناك ثماني مباريات على بطاقة للحدث. وكان الحدث الرئيسي على البطاقة نوبة بين دواين «الصخرة» جونسون وجون سينا، مباراة، للمرة الأولى على الإطلاق، وأعلن سنة مقدما مع الشعار «مرة واحدة في عمر»

## تحضير
حدائق مدينة ميامي كان واحداً من المتنافسين الرئيسية إلى المضيف ريستليمانيا السابعة والعشرون جنبا إلى جنب مع أتلانتا، جورجيا. وفي نهاية المطاف، في شباط/فبراير 2010، منحت أتلانتا بحق استضافة هذا الحدث. ووفقا «اللجنة الرياضية» ميامي-ديد، شعر إدارة ووي أن ميامي في التخطيط لهذا الحدث كان المحمومة جداً مع العديد من الأحداث الرياضية الأخرى التي عقدت في المنطقة المحيطة بنفس الوقت من التخطيط، مثل «سوبر السلطانية شليف». ومع ذلك، اعتبرت منطقة ميامي يقال للحدث القادم نظراً للعلاقات الدولية، والمرافق والمطارات وخبرة في استضافة الأحداث الكبرى السابقة.
وأرسلت وثائق العطاءات لسبعة عشر مدن في النظر لاستضافة حدث راسلمينيا بين 2012 و 2014، مع أربعة عشر وردا في الفائدة. وشملت مدن أخرى قيد النظر راسلمينيا الثامن والعشرون لوس أنجليس ومدينة نيو أورلينز، نيويورك، تورنتو، ديترويت، تامبا، فانكوفر، سانت لويس، جاكسونفيل، أورلاندو وهيوستن. مدينة دالاس أيضا أظهرت اهتماما ولكنها اضطرت إلى الانسحاب من التقدم بعطاءات للعامين المقبلين بسبب استضافة الأحداث مثل «الأربعة الأخيرة نكا»
وفي 9 فبراير 2011، أعلنت «صحيفة ميامي هيرالد» أن ميامي قد فازت بحق استضافة راسلمينيا في عام 2012. ووي أعلن رسميا في وقت لاحق هذا الحدث في مؤتمر صحفي عقد في «شاطئ ميامي فونتينبلو». وكان الثامن والعشرين ريستليمانيا الحدث راسلمينيا الثانية التي تمت استضافتها في ولاية فلوريدا، الحدث الرابع في الهواء الطلق، والحدث الثالث المقرر عقده في الهواء الطلق تماما. لاستضافة هذا الحدث، سوف تلقي ووي حافزا نقدية دولار 250,000 من ميامي-ديد «اللجنة الرياضية» التي أثيرت من خلال المنح والرعاية. جنبا إلى جنب مع راسلمينيا الثامن والعشرين، تجميع سلسلة من الأحداث كما «راسلمينيا الأسبوع» عقدت في الأسبوع السابق لهذا الحدث، بما في ذلك السنوي راسلمينيا Axxess مروحة اتفاقية في راسلمينيا «مركز المؤتمرات» في ميامي بيتش، الحفل 2012 «ووي قاعة شهرة» في «الساحة شركات الطيران الأمريكية»، نهائيات كأس العالم «تحدي القراءة ريستليمانيا»، وبطولة «الجولف محترفين والهواة المشاهير».

## معلومات أساسية
ظهرت راسلمينيا مباريات المصارعة المهنية التي تشارك المصارعين مختلفة من الحزازات الموجودة من قبل، والمؤامرات، والوقائع المنظورة التي لعبت بها في البرامج التلفزيونية الرئيسية في ووي. ويصور المصارعين الأشرار أو إبطال كما أنها جاءت بعد سلسلة من الأحداث التي بنيت التوتر وبلغت ذروتها في مباراة المصارعة أو سلسلة من المباريات.
الحدث الرئيسي في راسلمينيا الثامن والعشرين ظهرت «ذا روك» المصارعة ضد جون سينا. وفي الحلقة 14 فبراير 2011 من رو، كشف عن الصخرة كما المضيف ريستليمانيا السابعة والعشرين، ولدى عودته إلى WWE، وبدأ عداوة مع جون سينا (والخصم سينا في راسلمينيا، بطل ووي ثم، ميز أن)، التي استمرت لمدة أسابيع فيما يتعلق باهانات لفظية، حتى 28 آذار/مارس الحلقة من رو، حيث ألقيت سينا «وتغيير المواقف» ذا روك بعد أنه تطورات إيقاف الهجمات من ميز وأليكس رايلي. وفي راسلمينيا السابعة والعشرون، تتورط الصخرة في الحدث الرئيسي مباراة «بطولة ووي»، التي انتهت في البداية في صالح «ميز» عبر السحب عد مزدوج. بعد أن تم إعادة تشغيل المباراة تحت ليست خوض الانتخابات المقبلة، تسليم أية قواعد عد الرافضة، الصخرة الحضيض إلى سينا، مما ميز الفوز في المباراة، وفي الليلة التالية في Raw، تحدي سينا الصخرة لتطابق واحد على حدة؛ روك قبلت، واقترح أن يعقد في الثامن والعشرين ريستليمانيا. في الأسبوع التالي، أعلن سينا نيته الدفاع عن بطولة WWE ضد الصخرة في مباراتهما في الثامن والعشرين ريستليمانيا. على الحلقة 2 أيار/مايو للخام يحتفل بعيد ميلاده في الصخرة، سينا، بينما عقد «بطولة ووي»، تواجه الصخرة وأعلن نيته إبقاء العنوان حتى مباراتهما. في «سلسلة الناجي» في تشرين الثاني/نوفمبر 2011، تعاونت سينا مع الروك (الذين قدموا له في الحلقة العودة في مباراة في ووي بعد ما يقرب من ثماني سنوات، تنافس آخر في راسلمينيا XX)، ووصفت بأنها «الفريق العلامة الأكثر الكاريزمية»، وهزم ميز وار-الحقيقة، المعروفة مجتمعة «الحقيقة رهيبة». بعد المباراة، وأعطى الصخرة الحضيض إلى سينا. كما لم تعقد سينا «بطولة ووي» العنوان في ريستليمانيا، أنه أنهى يجري مباراة فردي قياسي.
حدث الرئيسي ثاني، وصفت بأنها «نهاية حقبة»، ظهرت المتعهد ضد «ح الثلاثي» في جحيم في مباراة خلية. السنة السابقة في ريستليمانيا السابعة والعشرين، في مباراة «لا يحمل منعت»، هزم متعهد دفن الموتى ح الثلاثي عن طريق تقديم، في لقاء ثان في راسلمينيا (أولها في راسلمينيا إكس-سبعة في عام 2001، حيث فاز المتعهد كذلك). ثم ومع ذلك، في الأحداث التي وقعت بعد المباراة، سبب البدنية القاسية عانت خلال المباراة، المتعهد، للمرة الأولى في حياته المهنية، كان اقتادوا بعيداً عن قبة جورجيا من الموظفين الطبيين على نقالة. بعد انقطاع دام عشرة أشهر طويلة قريب، عاد «متعهد دفن الموتى» في 30 يناير 2012 طبعة من الخام، التي تواجه وتتحدى «ح الثلاثي» لمباراة في راسلمينيا الثامن والعشرين. متعهد، كان مستاء من سيناريو مباراة راسلمينيا وظيفة له السنة السابقة، وذكر أنه «لا يريد أن 'المشهد' تكون ذكرى دائمة» له وكان على استعداد لإعطاء «فرصة أخرى في الخلود» ح الثلاثي. بعد «ح الثلاثي» ورفض قبول التحدي في الأسبوع التالي على الخام، له صديق حميم وقاعة Famer ووي، شون مايكلز ظهر في الحلقة 13 شباط/فبراير من الخام التحريض عليه في قبول التحدي «متعهد دفن الموتى»، الذي كان دون جدوى كما «ح الثلاثي» ذكر أنه على استعداد لوضع بلده الأنا وجداول الأعمال الشخصية جانبا لمستقبل WWE، و 19-0 الانتصارات «متعهد» مشاهدة راسلمينيا مهزوم «العلامة التجارية» إلى النقدية للشركة، وأخيراً تنتهي الحجة قائلة أنه لن تكون واحدة لوضع حد لها. ثم، في الحلقة 20 شباط/فبراير من الخام، «متعهد دفن الموتى» ما زال يصر في الحصول على مباراة راسلمينيا مع «الثلاثي ح»، تسير حتى الآن بشأن تسمية «ح الثلاثي» ك «جبان»، والمقارنة بين قدراته والوظيفي لشون مايكلز.انراجيد بهذه التعليقات، الثلاثي ح أخيرا قبلت التحدي «متعهد دفن الموتى» في الثامن والعشرين ريستليمانيا، قائلا أنه إذا «أراد [متعهد] حدا، وأنهم سوف يذهب كل في طريقة»، واقترح أن سوف يتنافسون في جحيم في مباراة خلية.[24] في 5 آذار/مارس الحلقة من الخام، واجه مايكلز «ح الثلاثي» مرة أخرى، هذه المرة إذ يعرب عن آرائه بشأن النقاش الذي كان أفضل من غيرها (مايكلز أو ح الثلاثي)، والتنبؤ بفرص «الثلاثي ح» لهزيمة «متعهد دفن الموتى»، بالإضافة إلى الإعلان عن أنه سيكون ضيفا خاصا الحكم في جهنم بهم في خلية مباراة في راسلمينيا.
يوم 17 يوليه 2011، في الأموال في حال الضفة، هزم دانيال براين سبع المصارعين الآخرين للفوز سماكدوون المال في البنك سلم المباراة.في 22 تموز/يوليه الحلقة من سماكدوون، أعلن بريان نواياه لصرف في أمواله في العقد بنك في راسلمينيا الثامن والعشرين. ومع ذلك، وبالرغم من هذا الادعاء، حاول أن النقدية في حقيبته عقد في 25 تشرين الثاني/نوفمبر الحلقة من سماكدوون. أنه مثبت على حامل لقب «العالم في الوزن الثقيل بطل مارك هنري» المفترض للفوز باللقب وبدأ الاحتفال، لكن شركة جنرال الكتريك سماكدوون

## عرض تمهيدي
تدور مباراة «التهديد الثلاثي العلامة فريق» غير متلفزة «بطولة ووي العلامة فريق» إبطال أوروبا بريمو وإيبكو والكافة، وجوستين غابرييل وتايسون كيد ضد بعضها البعض. بدأت المباراة مع تكتيكات جوية متعددة ودبوس العديد من المحاولات. وفي خضم المباراة، فاشلة جاستن غابرييل غوص خارج أسفر عن إصابة كوع. انتهت المباراة عندما Epico ضرب Jey الالتزام بتعميم الخدمات مع طاعن الظهر ويعلق له الاحتفاظ بالعناوين

## المبارايات التمهيدية
في أول مباراة متلفزة، دافع «العالم الوزن الثقيل بطل دانيال بريان» عن لقبه ضد Sheamus. بعد تلقي قبله حظاً من صديقته قصة جعفر، فوجئت بريان قبل Sheamus، الذي ضرب ضربة بروج ويعلق عليه الفوز باللقب. مع ثمانية عشر ثوان فقط، كانت هذه واحدة من أقصر عنوان المباريات في تاريخ WWE.
وفي مباراة ثانية، يواجه راندي اورتن وكين. بعد تداول خطوات إلى الوراء وإيابا، اكتسبت اورتن في أوبيرهاند حتى كين بالعودة من جديد. كين تابع للسيطرة على المباراة حتى اورتن طرد من تشوكيسلام. اورتن اكتسبت زخما مرة أخرى ولكن بعد اورتن يحاول [ركو] ' من الحبل الثاني، أنه كان تشوكيسلاميد مرة أخرى ويعلق.
المقبل، و«بطولة القارات» كان سائغة بين بطل كودي رودس و«إظهار كبيرة». وحاول رودس تجنب منافسة حتى تظهر قبضوا عليه وقذف إلى الداخل. إظهار التي يهيمن عليها من هناك مع الهجمات الشرسة. تمكنت من جعل عودة رودس واكتسبت الميزة، ضرب تظهر مع ركلة الكوارث. كما أنه ذهب لواحد آخر، أنه يعتبر رمح الجو للفخذ من المعرض. إظهار خرج رودس مع أسلحة الدمار شامل ويعلق عليه الفوز «بطولة القارات» الأولى له.
مباراة فريق الوسم حرض كيلي كيلي وإضافية مراسل ماريا مينونوس ضد المغنيات بطل بيث فينيكس وحواء. كيلي بدأت للحصول على أوبيرهاند أكثر من حواء. كيلي معلم في مينونوس الذي انطلق انطلاقة جيدة ولكنها تباطأت بتدخل من فينيكس. فينيكس وحواء سيواصل ارتداء أسفل مينونوس الذين عانوا فعلا اثنين من أضلاعه متصدع قبل الحدث. معلم في نهاية المطاف في كيلي الذي بدأت تهيمن على مينونوس. فينيكس تمكنوا من ارتداء أسفل كيلي لكن كيلي يعارضون تنتقد غلم مع لدغ ومعلم في مينونوس. وجاءت ذروة التطابق عند حفظ كيلي مينونوس، طرقت فينيكس إلى حواء المئزر، وطوى مينونوس فينيكس للفوز

## مباريات الحدث الرئيسي
وكان أول مباراة الحدث الرئيسي جحيم في خلية مباراة بين الاندرتيكر وتربل اتش و شون مايكلز حكم خاص التي وصفت بأنها «نهاية حقبة». بدأت المباراة مع اثنين ذهابا وإيابا. انتقلت المباراة إلى الخارج حيث هيمن الاندرتيكر. والآن مرة أخرى في الحلبة، اعتدى الاندرتيكر مع الخطوات الصلب تربل اتش وحتى التصدي له بوابة الجحيم. سوف تكثف المباراة عندما أحضر تربل اتش كراسي الفولاذ ومطرقة إلى الحلبة. بعد التحركات الكبيرة والأسلحة متعددة وضرب من الاثنين على بعضها البعض مرارا وتكرارا طرد. بعد يجري ضرب مع متعددة النسب والحلو الذقن الموسيقى ومولبلي الرئاسة ومطرقة الطلقات، متعهد تمكنوا من العودة وتنفيذ Piledriver علامة مميزة، ومع ذلك نجح «ح الثلاثي» لطرد. تربل اتش ضرب نسب أكثر من قبل الاندرتيكر طرد وسيطر مرة أخرى وبحركه tomb stone فنش الخاص بالاندرتيكر مرة أخرى وفاز بالمباراة لتوسيع سلسله الانتصارات إلى 20-0. بعد المباراة، الاندرتيكر ومايكلز و تربل اتش وقفوا معا خارج الحلبة ووصلت إلى مدخل المسرح حيث أنها احتضنت.
بعد ذلك، كان مباراة فريق الوسم اثني عشر رجلاً لتحديد الذين سوف تشغيل Raw و SmackDown، الارتوذكس فرق تمثل تيدي لونغ و Laurinaitis جون ضد بعضها البعض. وبدأت المباراة مع ذهابا وإيابا بين كلا الفريقين. بعد t بوكير (من فريق تيدي) دخلت أنه كان يرتديها معظم «فريق جوني» حتى تشارك بقية من كلا الفريقين في كل من شجار داخل وخارج الحلبة. ثم، زاك رايدر (من فريق تيدي) بدأت تهيمن على جوني فريق دولف زيجلر وميز، ولكن كما أنه كان مشتتاً ببلدة قصة صديقة يمكن الأرض حواء، ميز ضربة «خاتمة سحق جمجمة» وحقق انتصارا بينفال «فريق جوني»، إعطاء Laurinaitis جون السيطرة على حد سواء يظهر.
وشهد القادم «بطل WWE سي أم بانك» الدفاع ضد كريس جيروكو مع النص على أنه إذا كان قد استبعد بانك أنه سيفقد لقبه. وعلى الفور بدأت بانك مهاجمة جيروكو. سخر جيروكو وصفع بانك، تحاول استفزاز له في الحصول على نفسه غير مؤهل. أمسك بكرسي بانك لكن مقاومتها تصل إلى جيروكو واستمر مع المباراة. بعد الانتهاء من التحركات متعددة طبقت، بانك يعارض «أسوار جيروكو» وتطبيقها «العكس أناكوندا»، مما اضطر جيروكو أن يقدم والسماح له بالاحتفاظ «بطولة WWE».
المباراة النهائية بين جون سينا والصخرة في مباراة وصفت «مرة في عمر». سينا وروك شراسة ذهب ذهابا وإيابا مع بعضها البعض طوال المباراة. طرد الصخرة من سينا خارج الحضيض والكوع الشعبية. وعندما حاول سينا الكوع الشعبية على الصخرة، ركض إلى آخر الحضيض، مما أتاح الصخرة لالتقاط الفوز.

## الأستلام
وتلقى راسلمينيا الثامن والعشرون حفل استقبال إيجابي للغاية. التابلويد البريطانية الشمس أعطت الحدث 8.5 من 10، مع الشرير سم مقابل أريحا كريس يجري مباراة الليل 'الأصوليون المصارعة'. ومع ذلك، ذكروا خلال الساعة الأولى من المعرض أنه 'كارثة'، السخرية من القرار الذي اتخذته «بطولة العالم للوزن الثقيل» نوبة، واصفاً إياه بأنه «صفعة ظاهري شفافة في وجه أولئك الذين يعجبون مواهب الأيرلندي و» التنين الأمريكية "." Examiner.com تصنف راسلمينيا 4 من أصل 5 نجوم، يعطي مباراة الليل «الثلاثي ح مقابل متعهد»، واصفاً إياه بأنه 'وابل من العنف والعاطفة وسرعة عرض جميع مؤدين ثلاثة في القفص الوحشية'، في حين ينتقد أيضا البداية لإظهار أنها 'مخيب'. مستكشف الإنترنت الكندية المرتبة الحدث 6.5 من أصل 10، إعطاء تصنيف 10/10 لمتعهد مقابل «ح الثلاثي»، ومقابل الشرير سم يتطابق مع كريس أريحا، بينما تلقي مقابل روك جون سينا على تصنيف 7/10.
هافينغتون بوست أن الحمد في مقابل روك جون سينا مباراة الحدث الرئيسي، يعطيها حكم الصالح، التصفيق دواين جونسون. أنهم سوف الثناء أيضا كريس أريحا مقابل الشرير سم ومقابل أونديردتاكير ح الثلاثي، استدعاء المباريات مجرد جيدة كما مباراة الحدث الرئيسي، IGN سيذهب إلى استدعاء دانيال براين vs Sheamus «مباراة أسوأ من الليل» ومقابل متعهد الثلاثي-ح «مباراة الليل».
راسلمينيا الثامن والعشرين حصل على 1,217,000 بايز، يجعلها المصارعة الحدث الأكثر المشتراة في التاريخ، متجاوزا بويراتي في راسلمينيا 23، مع إجمالي المبيعات العالمية ما يزيد على 67 مليون دولار. هذا الحدث أيضا رقماً جديداً للحدث يعيش جني أعلى في التاريخ ووي، محققا 8.90 مليون دولار.

## النتائج
| رقم المباراة                            | المباراة | الشروط                                                         | الوقت |
| --------------------------------------- | --- | -------------------------------------------------------------- | ----- |
| عرض تمهيدي                              | ايبيكو وبريمو (ب) (برفقة روزا مينديز) هزموا الاخوين اوسو (جيمي وجاي اوسو) وفريق جاستن غابرييل وتايسون كيد | مباراة فرق ثلاثية على حزام العالم للفرق                        | 05:11 |
| 1                                       | شايموس هزم دانيال برايان (ب) (برفقة اي جي) | مباراة فردية على حزام بطولة العالم للوزن الثقيل                | 00:18 |
| 2                                       | كين هزم راندي اورتن | مباراة فردية                                                   | 10:56 |
| 3                                       | بيغ شو هزم كودي رودز (ب) | مباراة فردية على حزام القارات                                  | 05:18 |
| 4                                       | كيلي كيلي وماريا مينونوس هزموا بيث فينيكس وإيف توريس | مباراة فرق                                                     | 06:49 |
| 5                                       | الاندرتيكر هزم تريبل اتش | مباراة الجحيم في زنزانة والحكم الخاص هو شون مايكلز             | 30:50 |
| 6                                       | فريق جوني (ديفيد اوتونغا ومارك هنري ودولف زيجلر وجاك سواغر وذا ميز ودرو ماكنتاير) (برفقة جون لورينايتس وفيكي غيريرو وبراي بيلا) هزموا فريق تيدي (سانتينو ماريلا وار تروث وكوفي كينغستون وزاك رايدر وجريت كالي وبوكر تي) برفقة (ثيودور"تيدي"لونغ وهورنسواغل وإيف توريس ونيكي بيلا واكسانا) | 12 شخص مباراة فرق والفائز سيكون مدير كلا العرضين رو وسماك داون | 10:38 |
| 7                                       | سي ام بانك هزم كريس جيريكو بالاخضاع | مباراة فردية على بطولة دبليو دبليو إي                          | 22:21 |
| 8                                       | ذا روك هزم جون سينا | مباراة فردية                                                   | 33:34 |
| (ب) – تشير هذه العلامة إلى بطل المباراة | |                                                                |       |

## الاراء النقدية
تعتبر رسلمانيا 28 الأكثر مبيعا وربحا في تاريخ wwe لكنها لم تشهد أي مباراة دموية
لأول مرة في تاريخ رسلمانيا تستمر مبارتين اكتر من نصف ساعة ولأول مرة تلعب مباراة 6 ضد 6

## وصلات خارجية
- راسلمينيا 28 على موقع IMDb (الإنجليزية)
- راسلمينيا 28 على موقع قاعدة بيانات الفيلم (الإنجليزية)
- راسلمينيا 28 على موقع كينوبويسك (الروسية)